# Радиш Василь Георгійович
Радиш Василь Георгійович (псевд. Косач В.) (7 березня 1889, Київ — 1956, Москва) — радянський кіносценарист та режисер. Батько фотохудожниці Галини Кміт.

## Життєпис
У 1908—1910 працював у редакції журналу «Вісник знання». У 1914—1919 служив у Червоній Армії.
З 1920 працював у газетах Києва та Харкова. Працював з Остапом Вишнею в газеті «Вісті ВУЦВК».
У кіно — з 1926 року. У 1927—1929 керував художнім відділом Одеської кінофабрики.
Автор сценаріїв для фільмів ВУФКУ:
- «Тарас Трясило» (1927)
- «Велике горе маленької жінки» (1929)
- «Тобі дарую» (1930, режисер-постановник)
- «Ленінське містечко» (1931)
- «На великому шляху» (1932, режисер-постановник) та ін.

У 1934 р. переїхав до Москви.